# Zūl
Zūl (persiska: زول) är en ort i Iran.   Den ligger i provinsen Khorasan, i den östra delen av landet, 700 km öster om huvudstaden Teheran. Zūl ligger 1 774 meter över havet och antalet invånare är 839.
Terrängen runt Zūl är huvudsakligen kuperad, men åt nordost är den platt. Runt Zūl är det glesbefolkat, med 10 invånare per kvadratkilometer. Närmaste större samhälle är Qā'en, 14,2 km norr om Zūl. Omgivningarna runt Zūl är i huvudsak ett öppet busklandskap.